# Serie B 2003/04
De Serie B 2003/04 was de 72ste editie van de strijd op het tweede niveau van het Italiaanse profvoetbal. Er namen 24 teams deel aan de competitie, waarvan vier gepromoveerde uit de Serie C en vier gedegradeerde uit de Serie A (Atalanta Bergamo, Piacenza, Como en Torino). De competitie begon op 30 augustus 2003 en eindigde op 12 juni 2004, waarna de play-offs (promotie en degradatie) begonnen. In de 552 gespeelde competitiewedstrijden werd in totaal 1287 keer gescoord, goed voor een gemiddelde van 2,33 doelpunt per wedstrijd.

## Eindstand
| №  | Club              | WG | W  | G  | V  | DV | DT | +/- | Punten |
| -- | ----------------- | -- | -- | -- | -- | -- | -- | --- | ------ |
| 1  | US Palermo        | 46 | 22 | 17 | 7  | 75 | 39 | +36 | 83     |
| 2  | Cagliari Calcio   | 46 | 23 | 14 | 9  | 80 | 51 | +29 | 83     |
| 3  | AS Livorno        | 46 | 20 | 19 | 7  | 75 | 45 | +30 | 79     |
| 4  | FC Messina        | 46 | 21 | 16 | 9  | 71 | 45 | +26 | 79     |
| 5  | Atalanta Bergamo  | 46 | 19 | 20 | 7  | 59 | 36 | +23 | 77     |
| 6  | ACF Fiorentina    | 46 | 19 | 16 | 11 | 53 | 48 | +5  | 73     |
| 7  | Ternana Calcio    | 46 | 18 | 15 | 13 | 64 | 52 | +12 | 69     |
| 8  | Piacenza Calcio   | 46 | 17 | 17 | 12 | 50 | 47 | +3  | 68     |
| 9  | Calcio Catania    | 46 | 18 | 13 | 15 | 53 | 53 | 0   | 67     |
| 10 | US Triestina      | 46 | 15 | 19 | 12 | 50 | 50 | 0   | 64     |
| 11 | Ascoli Calcio     | 46 | 14 | 18 | 14 | 54 | 54 | 0   | 60     |
| 12 | Torino FC         | 46 | 14 | 17 | 15 | 57 | 54 | +3  | 59     |
| 13 | Vicenza Calcio    | 46 | 12 | 20 | 14 | 48 | 51 | –3  | 56     |
| 14 | SSC Napoli        | 46 | 10 | 26 | 10 | 35 | 43 | –8  | 56     |
| 15 | Treviso FBC       | 46 | 12 | 19 | 15 | 48 | 51 | –3  | 55     |
| 16 | Genoa CFC         | 46 | 13 | 16 | 17 | 57 | 62 | –5  | 55     |
| 17 | Salernitana Sport | 46 | 14 | 13 | 19 | 36 | 53 | –17 | 55     |
| 18 | UC AlbinoLeffe    | 46 | 13 | 15 | 18 | 47 | 59 | –12 | 54     |
| 19 | Hellas Verona     | 46 | 13 | 14 | 19 | 54 | 65 | –11 | 53     |
| 20 | AC Venezia        | 46 | 12 | 15 | 19 | 40 | 57 | –17 | 51     |
| 21 | AS Bari           | 46 | 13 | 11 | 22 | 50 | 63 | –13 | 50     |
| 22 | Pescara Calcio    | 46 | 11 | 13 | 22 | 46 | 69 | –23 | 46     |
| 23 | US Avellino       | 46 | 8  | 13 | 25 | 51 | 69 | –18 | 37     |
| 24 | Como Calcio       | 46 | 7  | 12 | 27 | 34 | 71 | –37 | 33     |

## Play-offs

### Promotie
|         |         |                   |            |                                                                                   |
| 16 juni | Perugia | 0 – 1             | Fiorentina | Stadio Renato Curi, Perugia Toeschouwers: 23.500 Scheidsrechter: Matteo Trefoloni |
| 16 juni |         | 9' Enrico Fantini |            | Stadio Renato Curi, Perugia Toeschouwers: 23.500 Scheidsrechter: Matteo Trefoloni |

|         |                    |       |                   |                                                                                       |
| 20 juni | Fiorentina         | 1 – 1 | Perugia           | Stadio Artemio Franchi, Florence Toeschouwers: 43.000 Scheidsrechter: Roberto Rosetti |
| 20 juni | Enrico Fantini 47' |       | 82' Guly do Prado | Stadio Artemio Franchi, Florence Toeschouwers: 43.000 Scheidsrechter: Roberto Rosetti |

### Degradatie
|         |                     |       |         |                                                                                 |
| 16 juni | Bari                | 1 – 0 | Venezia | Stadio San Nicola, Bari Toeschouwers: 22.583 Scheidsrechter: Pasquale Rodomonti |
| 16 juni | Salvatore Bruno 13' |       |         | Stadio San Nicola, Bari Toeschouwers: 22.583 Scheidsrechter: Pasquale Rodomonti |

|         |                                            |       |      |                                                                                     |
| 19 juni | Venezia                                    | 2 – 0 | Bari | Stadio Pier Luigi Penzo, Venetië Toeschouwers: 4.846 Scheidsrechter: Stefano Farina |
| 19 juni | Julien Brellier 5' Raffaele Biancolino 48' |       |      | Stadio Pier Luigi Penzo, Venetië Toeschouwers: 4.846 Scheidsrechter: Stefano Farina |

## Statistieken

### Topscorers
- In onderstaand overzicht zijn alleen de spelers opgenomen met vijftien of meer treffers achter hun naam.

| №  | Naam                | Club            | Goals | Pen. | Duels | Gem. |
| -- | ------------------- | --------------- | ----- | ---- | ----- | ---- |
| 1  | Luca Toni           | US Palermo      | 30    | 1    | 45    | 0,67 |
| 2  | Cristiano Lucarelli | AS Livorno      | 29    | 4    | 41    | 0,71 |
| 3  | Igor Protti         | AS Livorno      | 24    | 6    | 46    | 0,52 |
| 4  | Christian Riganò    | ACF Fiorentina  | 23    | 6    | 44    | 0,52 |
| 5  | Emanuele Calaiò     | Pescara Calcio  | 21    | 4    | 43    | 0,49 |
| 6  | Riccardo Zampagna   | Ternana Calcio  | 20    | 1    | 41    | 0,49 |
| 7  | Arturo Di Napoli    | FC Messina      | 19    | 0    | 39    | 0,49 |
| 8  | David Suazo         | Cagliari Calcio | 19    | 0    | 45    | 0,42 |
| 9  | Mauro Esposito      | Cagliari Calcio | 17    | 0    | 40    | 0,43 |
| 10 | Davide Moscardelli  | US Triestina    | 16    | 0    | 42    | 0,38 |
| 11 | Massimo Ganci       | ACD Treviso     | 15    | 2    | 37    | 0,41 |
| 12 | Luigi Beghetto      | Piacenza FC     | 15    | 6    | 41    | 0,37 |
| 13 | Vital Koetoezaw     | AS Avellino     | 15    | 0    | 42    | 0,36 |

### Meeste speelminuten
| Naam                | Club(s)       | Duels | Min.  | Werd in het veld gebracht | Werd van het veld gehaald |
| ------------------- | ------------- | ----- | ----- | ------------------------- | ------------------------- |
| Graziano Battistini | FC Bari 1908  | 46    | 4.140 | 0                         | 0                         |
| Sebastián Cejas     | AC Fiorentina | 46    | 4.140 | 0                         | 0                         |

### Nederlanders
Onderstaande Nederlandse voetballers speelden in het seizoen 2003/04 bij een club uit de Serie B.
| Naam        | Club      | Debuut in Serie B | Duels | Goals |
| ----------- | --------- | ----------------- | ----- | ----- |
| Oscar Moens | Genoa CFC |                   | 0     | 0     |

### Toeschouwers
| №      | Club                | Totaal    | Gem    | Duels | +/–     | Record |
| ------ | ------------------- | --------- | ------ | ----- | ------- | ------ |
| 1      | ACF Fiorentina      | 595.390   | 25.887 | 23    | +5,5%   | 33.589 |
| 2      | US Città di Palermo | 541.867   | 23.559 | 23    | +44,7%  | 32.640 |
| 3      | Genoa CFC           | 398.983   | 17.347 | 23    | +40,2%  | 22.630 |
| 4      | SSC Napoli          | 335.877   | 18.660 | 18    | –48,9%  | 26.062 |
| 5      | Cagliari Calcio     | 278.542   | 12.111 | 23    | +64,7%  | 20.000 |
| 6      | Atalanta Bergamo    | 268.634   | 11.680 | 23    | –24,6%  | 23.500 |
| 7      | Hellas Verona       | 245.339   | 10.667 | 23    | –4,4%   | 23.141 |
| 8      | AS Livorno          | 244.780   | 10.643 | 23    | –2,2%   | 18.001 |
| 9      | US Salernitana      | 240.780   | 10.469 | 23    | +23,1%  | 17.195 |
| 10     | Calcio Catania      | 233.930   | 10.171 | 23    | +38,3%  | 21.188 |
| 11     | ACR Messina         | 230.731   | 10.162 | 23    | +44,1%  | 12.000 |
| 12     | Torino FC           | 226.102   | 9.831  | 23    | –33,9%  | 20.250 |
| 13     | Ternana Calcio      | 198.836   | 8.645  | 23    | –2,6%   | 14.342 |
| 14     | US Avellino         | 183.648   | 8.348  | 23    | –1,0%   | 15.000 |
| 15     | US Triestina        | 181.825   | 7.905  | 23    | –24,3%  | 10.356 |
| 16     | Vicenza Calcio      | 164.916   | 7.170  | 23    | +12,1%  | 11.972 |
| 17     | AS Bari             | 152.250   | 6.620  | 23    | +17,9%  | 18.306 |
| 18     | Ascoli Calcio       | 137.129   | 5.962  | 23    | –28,9%  | 9.058  |
| 19     | Piacenza Calcio     | 120.505   | 5.239  | 23    | –36,1%  | 13.229 |
| 20     | Pescara Calcio      | 110.078   | 4.786  | 23    | –17,5%  | 8.386  |
| 21     | Treviso FBC         | 78.683    | 3.421  | 23    | +22,3%  | 5.140  |
| 22     | Como Calcio         | 65.189    | 2.834  | 23    | –61,3%  | 5.355  |
| 23     | AC Venezia          | 64.180    | 2.790  | 23    | –3,4%   | 4.691  |
| 24     | UC Albinoleffe      | 56.540    | 2.458  | 23    | +163,3% | 12.648 |
| Totaal | Totaal              | 5.354.734 | 9.721  | 552   | –6,5%   | 33.589 |